# Ahn So-hee
Đây là một tên người Triều Tiên, họ là Ahn.
Ahn So-hee (Hangul: 안소희), sinh ngày 27 tháng 6 năm 1992, là nữ ca sĩ, diễn viên, vũ công, MC người Hàn Quốc, cựu thành viên nhóm nhạc Wonder Girls do JYP quản lý nhưng đã rời JYP. Hiện cô đang đầu quân cho KeyEast, tập trung vào diễn xuất.

## Tiểu sử
Sohee sinh ngày 27 tháng 6 năm 1992.  Năm 12 tuổi, cô được mời tham gia một buổi thử giọng do JYP Ent tổ chức và trở thành thực tập sinh ngay sau đó.

## Sự nghiệp

### 2007-2013: Wonder Girls
Năm 2007, cô được tiết lộ là thành viên thứ ba của Wonder Girls, một nhóm nhạc nữ do JYP Entertainment quản lý sau hai năm đào tạo. Nhóm đã ra mắt với đĩa đơn "Irony", Sohee với vai trò hát và nhảy. Nhóm nhanh chóng trở nên nổi tiếng với các hit "Tell Me", "So Hot" và "Nobody" chưa 2 năm kể từ khi debut. Đặc biệt, cô được biết đến với khẩu hiệu độc đáo "Omona" của cô trong bài hát "Tell Me", trở thành một cơn sốt quốc gia.
Một thông báo chính thức của JYP Entertainment tiết lộ rằng Sohee sẽ không gia hạn hợp đồng với công ty, chấm dứt 6 năm là thành viên của Wonder Girls. Hợp đồng của cô với công ty đã hết hạn vào ngày 21 tháng 12 năm 2013.

### Sự nghiệp người mẫu
Sohee nhận được nhiều sự quan tâm trong việc diễn xuất và người mẫu. Cô xuất hiện trong nhiều tạp chí thời trang khác nhau, bao gồm Numero, Vogue,, Elle Girl, COSMOPOLITAN, CeCi, Dazed & Confused,  Oh Boy!, Marie Claire and W
Trong năm 2011, Sohee đã được tham gia vào "Vision of Beauty" một chiến dịch quảng cáo cho dòng mỹ phẩm mới nhất của Lancome, Visionnaire. Cô được khen ngợi bởi đội ngũ nhân viên Lancome, người đã ghi nhận rằng cô đã "tự tin một cách tự nhiên", và sử dụng một "loạt các biểu hiện khuôn mặt tuyệt đẹp", cũng như đối với sự trưởng thành cô hiển thị trong khi quay phim.
Vào đầu năm 2012, Sohee, cùng với Yoon Do-hyun YB, Kim Yuna Jaurim của, TVXQ Yunho, 2PM Nichkhun, Sulli, nữ diễn viên Lee Min-jung, nam diễn viên Jang Hyuk, Park Joong Hoon và Ahn Sung-ki, tham gia Good Downloader Campaign, được tổ chức bởi Gaon Chart bị vướng phải một vụ vi phạm bản quyền. Một đại diện từ '2012 Campaign Good Downloader "nhận xét:" Họ muốn để có được các thông điệp mà bộ phim ăn cắp và âm nhạc chắc chắn là không ổn, nhưng cũng làm cho mọi người suy nghĩ về hành vi ăn cắp trong một nghĩa rộng hơn bao gồm những thứ như các chương trình truyền hình, nhân vật, và thể thao".
Tháng 2 năm 2012, Sohee được chọn làm người mẫu cho các thương hiệu thời trang Tommy Hilfiger Denim. Tháng 3 năm 2012, Sohee xuất hiện và thực hiện một chuyển đổi thành một người phụ nữ tuyệt đẹp trong tranh ảnh chứng thực cho sự nổi tiếng quốc tế tạo nên thương hiệu MAC khi họ tung ra sáu màu mới đào và hồng được thiết kế đặc biệt cho bảng màu da châu Á. Trong cùng năm đó, Sohee và JJ Project đã được chọn làm người mẫu cho GL 6000 series thể thao thương hiệu Reebok.
Vào tháng 5 năm 2013, Sohee đã được chọn làm người mẫu cho nhãn hiệu thời trang Cheil, 8seconds dòng mùa hè. Trong năm 2014, Sohee trở thành người mẫu đầu tiên của thương hiệu mĩ phẩm mới VDL đưa ra bởi LG Life & Health năm ngoái. Tháng 3 năm 2014, Sohee và thành viên TOP (Big Bang)trở thành cặp đôi người mẫu mới cho EX-O-FIT Reebok và giày Freestyle.
Trong năm 2015, Sohee trở thành người mẫu cho Laque của thương hiệu mỹ phẩm Shu Uemura. Sohee quảng cáo mười hai màu son khác nhau của Laque, từ màu đỏ sang fuchsia và các sắc thái nhẹ nhàng khác nhau, từ màu hồng sang san hô. Trong cùng năm đó, Sohee đã được chọn để xác nhận giày Furylite Reebok Classic.

### Sự nghiệp diễn xuất
Sohee bắt đầu sự nghiệp diễn xuất của mình khi mới 14 tuổi với một vai nhỏ trong một bộ phim ngắn The Synesthesia For Overtone Construction của đạo diễn Yu Dae-eol vào năm 2004. Cô diễn vai một cô gái khiếm thính trong bộ phim đó.
Vào đầu năm 2008, Sohee ra mắt trước màn ảnh lớn với vai chính cùng với Lee Mi-sook và Kim Min-hee trong bộ phim đầu tiên của cô Hellcat (còn được gọi là I Like It Hot).  Bộ phim này được đạo diễn bởi Kwon Chil-in người đã đạo diễn 'Singles' vào năm 2003 và được chuyển thể từ truyện tranh nổi tiếng của Hàn Quốc, "10, 20 và 30". Nó xoay quanh một cô gái Hàn Quốc hiện đại phải xem thái độ của người khác để có thể yêu và sống. Trong quá trình quay Hellcat, Sohee đã phải ngồi im trong vòng một tháng sau khi rách dây chằng đầu gối trong một cú ngã từ một chiếc xe máy chạy.
Vào ngày 18 tháng 9 năm 2008, Sohee và Kim Hye-seong đã được bổ nhiệm làm đại sứ của liên hoan phim Quốc tế Seoul Family (SIFFF) lần thứ 2.
Ngày 30 Tháng Chín 2008, Sohee đưa vào quay một bộ phim sitcom của đài MBC đây Ông Comes (còn được gọi là That Person is Coming) là một vai diễn khách mời. Cô sẽ đóng vai trò như Mal-hee, người yêu đầu tiên của nhân vật chính Lee Jae-young, do Jung Jae-yong. vai diễn khách mời của cô sẽ được hiển thị trên 14 Tháng Mười, tập 7.
Sohee xuất hiện như là một cô gái ma cà rồng trong video âm nhạc cho bài hát của bộ ba 8Eight "Without a Heart" từ album Golden Age được phát hành vào ngày 03 tháng 3 năm 2009.
Tháng 5 năm 2010, Sohee thông báo rằng cô sẽ cùng các thành viên Wonder Girls thực hiện một vai diễn khách mời trong bộ phim The Last Godfather. Bộ phim này là một nỗ lực hợp tác của một nhóm nghiên cứu từ cả Hàn Quốc và Hoa Kỳ mà được quay tại Los Angeles vào mùa xuân này.
Trong tháng 9 năm 2010, Sohee đóng vai nữ y tá như trong video âm nhạc San E "Love Sick" từ mini album "Everybody Ready?", được phát hành vào ngày 2 tháng 11.
Trong năm 2012, Sohee với thành viên Wonder Girls đã tham gia The Wonder Girls trên TeenNick. Đây là phim truyền hình đầu tiên của họ tại Hoa Kỳ.
Vào ngày 02 tháng 7 năm 2013, đại diện KBS đã tiết lộ, "Sohee sẽ được xuất hiện trong Happy Day Rose! Bên cạnh Jung Woong-in, đó là một bộ phim về một cô gái 20 tuổi đang làm việc tại một cửa hàng hoa". Bộ phim truyền hình đặc biệt được sản xuất bởi đạo diễn Kim Young-jo, người cũng đã từng làm việc trên 'Cinderella Sister' và 'Hong Gil-dong ". Bộ phim này sẽ là vai chính đầu tiên của Sohee và dự kiến sẽ phát sóng trên kênh KBS2 tháng tám.
Trong năm 2014, sau khi rời khỏi Wonder Girls và cơ quan cũ JYP Entertainment, Sohee ký với cơ quan quản lý, BH Entertainment. Vào tháng 10 năm 2014, Sohee đã được cast trong mới tvN phim hài lãng mạn phim Heart to Heart. Sohee sẽ đóng một nhân vật như tham vọng nữ diễn viên và một em gái của nhân vật nam chính, Chun Jung-myung. Bộ phim này cũng đóng vai Choi Kang-hee đóng vai nữ chính. Nó được sản xuất bởi PD Lee Yoon-jung và sẽ trở thành dự án đầu tiên của cô kể từ khi cô rời MBC cho CJ E & M tháng năm. Bộ phim này được thiết lập để ra mắt vào ngày 09 Tháng Một năm 2015.
Vào cuối năm 2014, nó đã được tiết lộ rằng Sohee sẽ làm cameo trong bộ phim C'est si bon. Theo một đại diện của bộ phim vào ngày 20, "Sohee đã hoàn thành các cảnh quay cho vai trò khách mời của cô trong bộ phim". C'est si bon là một bộ phim hài và phim tình cảm phim lãng mạn mà sau nhóm nhạc huyền thoại "Twin Folio" và những câu chuyện tình yêu của nàng thơ của họ. Bộ phim này được dự kiến sẽ phát hành vào năm tới.
Vào tháng 3 năm 2015, Sohee đã trở lại màn ảnh rộng sau một thời gian gián đoạn bảy năm trong bộ phim zombie, Busan ràng buộc. Bộ phim này được đạo diễn bởi Yeon Sang-ho và các nhân viên sản xuất bao gồm những người khác đã nhận được sự chú ý khi họ đã tham gia vào bộ phim rất thành công, như 'The Admiral: Dòng Roaring', 'Các luật sư', 'Masquerade', 'Hwayi: A monster Boy 'và' Ode to Cha của tôi '. Bộ phim này là về sự hỗn loạn đó xảy ra bên trong một tàu KTX trên đường tới Busan là một loại virus lạ bắt đầu lây lan tại Hàn Quốc. Sohee sẽ hoạt động như Jin-hee, một học sinh trung học và một người ủng hộ trung thành của đội bóng chày. Cô sẽ có một dòng tình yêu ngọt ngào với Choi Woo-shik. diễn viên khác cũng tham gia trong bộ phim này là Gong Yoo, Ma Dong-seok, Jung Yu-mi và Kim Soo-ahn. Bộ phim này sẽ bắt đầu quay vào giữa tháng Tư và sẽ được phát hành vào cuối năm 2016.

## Giải thưởng và đề cử
| Năm  | Giải thưởng                                                           | Hạng mục                       | Kết quả   |
| ---- | --------------------------------------------------------------------- | ------------------------------ | --------- |
| 2004 | SM Youth Best Contest lần thứ 8                                       | Á quân gương mặt xuất sắc nhất | Đoạt giải |
| 2008 | Mnet 20's Choice Awards lần thứ 2                                     | Hot School Girl                | Đoạt giải |
| 2008 | Buil Film Awards lần thứ 17                                           | Nữ diễn viên mới xuất sắc nhất | Đề cử     |
| 2017 | Jecheon International Music & Film Festival Awards (JIMFF) lần thứ 13 | JIMFF Star Award               | Đoạt giải |